# Estadio de fútbol de Nablus
El Estadio de fútbol de Nablus (en árabe: ملعب بلدية نابلس) tiene una capacidad para recibir a 30.000 personas. Es el estadio del club de fútbol Al-Ittihad, que está en la liga principal en Palestina. El club participó en los juegos atléticos escolares Mediterráneos de oriente medio en el 2000 Este estadio, que fue construido en el año 1950, fue el primero estadio en Palestina, en 2009 fue reconstruido y ampliado para satisfacer las normas de la FIFA, su área es de 105x68 con una zona de campo de 111x74. El desarrollo del estadio ha hecho que su capacidad aumente hasta los 30.000 y el costo total del proyecto fue de 1,5 Millones de dólares.